# Episodi di Yamishibai (decima stagione)
La decima stagione dell'anime Theatre of Darkness: Yamishibai, composta da 13 episodi, è andata in onda su TV Tokyo dal 9 gennaio al 3 aprile 2022.

## Lista episodi
| Nº | Titolo italiano (tradotto) Giapponese 「Kanji」 - Rōmaji                    | In onda          | In onda |
| Nº | Titolo italiano (tradotto) Giapponese 「Kanji」 - Rōmaji                    | Giapponese       |         |
| 1  | Il lavoro che voglio lasciare 「辞めたい仕事」 - Yametai shigoto            | 9 gennaio 2022   |         |
| 2  | Il quaderno della fine 「エンディングノー」 - Endingu nōto                  | 16 gennaio 2022  |         |
| 3  | Fine giornata 「一日の終わり」 - Ichinichi no owar                          | 23 gennaio 2022  |         |
| 4  | L'ultimo treno 「終電」 - Shūden                                            | 30 gennaio 2022  |         |
| 5  | L'ultimo cliente 「最後の客」 - Saigo no kyaku                              | 6 febbraio 2022  |         |
| 6  | Il punto di raccolta rifiuti 「収集所」 - Shūshū tokoro                     | 13 febbraio 2022 |         |
| 7  | Ciò che è successo nel tunnel 「トンネルでの出来」 - Tonneru de no dekigoto | 20 febbraio 2022 |         |
| 8  | L'orologio da polso 「腕時計」 - Udedokei                                   | 27 febbraio 2022 |         |
| 9  | Al me stesso del futuro 「未来の僕へ」 - Mirai no boku e                    | 6 marzo 2022     |         |
| 10 | L'altro edificio 「別棟」 - Betsumune                                       | 13 marzo 2022    |         |
| 11 | Bye-Bye 「バイバイ」 - Baibai                                               | 20 marzo 2022    |         |
| 12 | Giurin giurello 「指切り」 - Yubikiri                                       | 27 marzo 2022    |         |
| 13 | Il centesimo racconto 「百話目」 - Hyaku wame                               | 3 aprile 2022    |         |